# Сокол-650

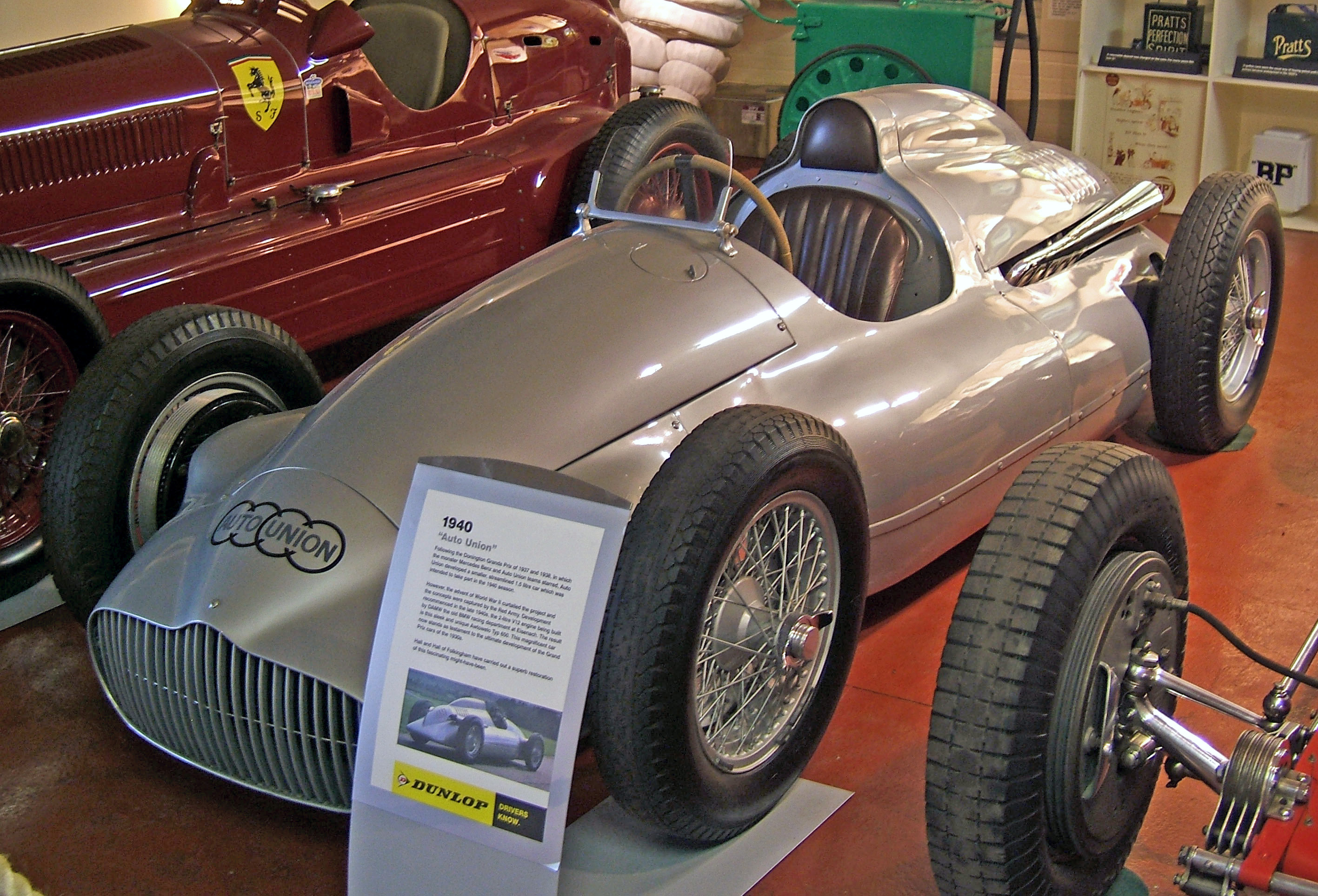
Auto Union Typ 650
Гоночный болид, взятый за прототип «Сокол-650» (в точности повторяет внешний вид)

Сокол-650 — болид, сконструированный в Советском Союзе в начале 1950-х годов по спецификациям Формулы-2.
В довоенные годы на автомобильных трассах Европы царили немецкие автомобили заводов Mercedes-Benz и Auto Union. После окончания войны, 18 машин производства второй из них отправились в СССР, в качестве репараций. Перебравшиеся туда же специалисты Auto Union объединились под названием НТБА (Научно-техническое бюро автомобилестроения), которое, в свою очередь, вошло в состав совместного советско-немецкого акционерного общества «Автовело». В начале 1950-х годов эти специалисты приступили к конструированию на основе имеющихся технологий болида по спецификациям Формулы-2. Моделям присвоили наименование «Сокол-650». В отличие от существующих автомобилей этого класса, двигатель этих болидов имел центральное расположение, как и у целого ряда довоенных гоночных моделей Auto Union. В середине 1951 года было объявлено, что в будущем сезоне из-за недостатка заявок чемпионат мира среди пилотов будет проведён по спецификации Формулы-2. Таким образом, при удобном случае «Соколы» вполне могли составить конкуренцию лучшим болидам того времени.
За месяц до начала чемпионата мира, в апреле 1952 года, два автомобиля были готовы. Они были отправлены в Москву сыну Генерального секретаря Василию Сталину, который покровительствовал различным видам спорта, в частности, поддерживал команду ВВС. Не уверенный в возможностях новых машин, Сталин для пробы выставил их в чемпионате Москвы, где они из-за отсутствия специалистов по настройке оказались совершенно неконкурентоспособны. Сталин достаточно быстро потерял к ним интерес, а затем и вовсе был снят отцом с должности за дисциплинарные нарушения. Оставшиеся без присмотра машины были пересланы обратно в Германию, в музей «Дрездена. Впоследствии машины снова использовались только один раз, в 1957 году, для съёмок художественного фильма Соперники за рулем» (нем.).